# Autonome republiek
Een autonome republiek of deelrepubliek is een politieke entiteit binnen een republiek met verregaand zelfbestuur, waaronder vaak een eigen grondwet, regering en parlement. De term is vooral gangbaar in het voormalige Oostblok.

## Russische Federatie
Een groot aantal autonome republieken kunnen worden gevonden binnen de staten van de voormalige Sovjet-Unie, waarvan de meerderheid echter in de Russische Federatie is gelegen. Vele van deze republieken werden gedurende de Sovjet-periode gesticht als autonome socialistische sovjetrepubliek.

## Joegoslavië
De Socialistische Federale Republiek Joegoslavië (1943–1992) was formeel een federatie van zes socialistische republieken. Binnen de grootste van deze deelrepublieken, Servië, waren twee autonome provincies. De federale hoofdstad was Belgrado.
| Deelrepubliek | Hoofdstad                      | Vlag | Wapen |
| --- | ------------------------------ | ---- | ----- |
| Socialistische Republiek Bosnië en Herzegovina                                                                           | Sarajevo                       |      |       |
| Socialistische Republiek Kroatië                                                                                         | Zagreb                         |      |       |
| Socialistische Republiek Macedonië                                                                                       | Skopje                         |      |       |
| Socialistische Republiek Montenegro                                                                                      | Titograd                       |      |       |
| Socialistische Republiek Servië - Socialistische Autonome Provincie Kosovo - Socialistische Autonome Provincie Vojvodina | Belgrado - Priština - Novi Sad |      |       |
| Socialistische Republiek Slovenië                                                                                        | Ljubljana                      |      |       |

## Andere landen
- Azerbeidzjan
  - Nachitsjevan, een exclave en autonome republiek.
- Georgië kent wettelijk twee autonome republieken:
  - Abchazië, autonome republiek (ook binnen Georgische SSR), feitelijk afgescheiden en bezet door Rusland.
  - Adzjarië, autonome republiek (ook binnen Georgische SSR).
  - Zuid-Ossetië, voormalige autonome regio in de Georgische SSR, feitelijk afgescheiden en bezet door Rusland.
- Oekraïne
  - Krimrepubliek, een de jure autonome republiek van Oekraïne. In maart 2014 werd de Krim militair bezet en geannexeerd door Rusland. Voor de Oekraïense wet bestaat de autonome republiek echter de jure nog steeds.
- Oezbekistan
  - Karakalpakië, autonome republiek.
- Moldavië:
  - Gagaoezië, autonome regio, geen republiek.
  - Transnistrië, officieel autonoom, feitelijk onafhankelijk.
- Tadzjikistan
  - Gorno-Badachsjan, een autonome republiek.